# Macedonio Melloni
Macedonio Melloni (Parma, 11 de abril de 1798 — Portici, 11 de agosto de 1854) foi um físico italiano.
Melloni trabalhou principalmente com radiação térmica, e também com magnetismo das rochas, indução eletromagnética e fotografia.
Foi o primeiro diretor do Observatório do Vesúvio (Osservatorio Vesuviano), aberto em 1841, o primeiro instituto vulcanológico do mundo.
Recebeu a Medalha Rumford em 1834. A partir de 1835 foi membro correspondente da Académie des Sciences, e a partir de 1839 membro estrangeiro da Royal Society.
Melloni morreu de cólera, em 1854.

## Resultados científicos
Sua fama está ligada aos estudos sobre o calor radiante (raios infravermelhos), iniciados em 1831 com Leopoldo Nobili. Ele idealizou para esse fim o "termomultiplicador", ou seja, uma combinação de termoelétrica de pilha e galvanômetro. Ele demonstrou que o calor radiante tem as mesmas propriedades da luz, estudando, entre outras coisas, os fenômenos de reflexão, refração e polarização. 

## Trabalhos
- M. Melloni, Carteggio (1819-1854), editado por E. Schettino, Florence, Leo S. Olschki, 1994, ISBN  88-222-4274-2
- M. Melloni, La Thermochrôse ou la coloration calorifique, Nápoles 1850 (reprodução do fotolitótipo cem anos após a morte do autor, Zanichelli Bologna 1954)